# Trådbuss i Göteborg

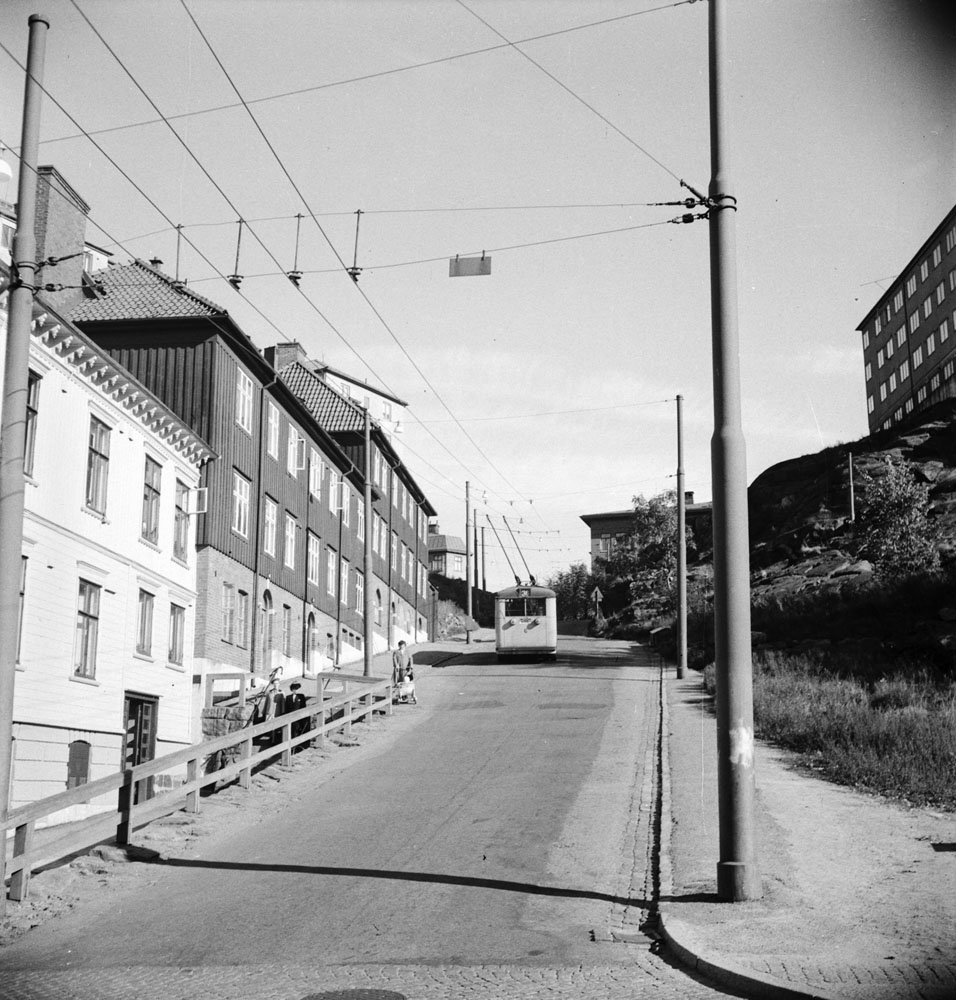
Trådbussen på väg uppför kleva, år 1946.

Göteborg var 1940 först i Sverige med trådbusstrafik. Den lades ned 1964.

## Historik
Göteborgs spårvägar började intressera sig för trådbussdrift på 1930-talet, efter att redan på 1920-talet övervägt trådbusstrafik till Lundby. I oktober 1936 övertog spårvägen Göteborgs Omnibuss AB:s (Buss-Johanssons) linje Mariebergsgatan–Masthugget–Lilla Torget. Köpeskillingen uppgick till 185 000 kronor. Göteborgs stadsfullmäktige godkände i november 1938 att spårvägen fick köpa in trådbussar och anordna elbussdrift för en summa av 500 000 kronor. Anbud från 12 firmor kom in varav en svensk, ASEA, som under 1938 hade byggt en provbana för eldrift av bussar i Västerås med tillhörande buss och därmed fått viktig erfarenhet på området. ASEA antogs som huvudleverantör i februari 1939 varpå tillverkningen av bussarna och anläggandet av luftledningen påbörjades. Den 17 juni 1940 levererades den första trådbussen, och i september samma år fanns en tillräckligt lång luftledningssträcka monterad för att man skulle kunna börja övningsköra. Den 2 oktober 1940 öppnades trådbusstrafiken för allmänheten och den 14 november 1964 upphör den.
I Stockholm infördes trådbussar den 20 januari 1941.

## Linjerna
Första linjen startade mellan Järntorget och Jægerdorffsplatsen i Majorna den 2 oktober 1940, med linjebeteckning M (senare linje 36, bussarna fick linjenummer först 1946). Året därefter förlängdes linjen till Lilla Torget och en ny linjesträcka öppnades till August Kobbsgatan, trafikerad av linje F (senare linje 35). Nätet utvidgades 1954 med en förgrening i Kabelgatan till Gråberget. Linje F hade trafikerat sträckan Hultmans holme-Masthugget före krigsutbrottet, men hade därefter varit helt indragen under den mesta tiden. Den fick nu en kontaktledning på sträckan Fjällskolan–August Kobbsgatan. Den sedan tidigare beslutade linjen från Järntorget till Lilla Torget fortsatte nu att monteras. Den västra delen av linje F kunde åter öppnas de 25 april 1941 som trådbuss mellan Lilla Torget och Masthugget samt med en något ändrad linjesträckning. Linje M behöll ändstationen vid Järntorget.

### Linjer som inte blev av
Spårvägsdirektören Carl Axel Reuterswärd ansåg att fler linjer borde elektrifieras, och i början av 1941 föreslog han att trådbussen skulle gå till andra, kuperade stadsdelar som hade tät trafik. Närmast i tur stod L-linjen mellan Brunnsparken och Johanneberg samt en förbindelse mellan Brunnsparken och Lilla torget. Dessutom till det nya Gårdagaraget och därifrån över den planerade Willinsbron och uppför Sankt Pauligatan (som man då planerade att bygga om) till Kärralundsgatan. Stadsdelar som Hultmans Holme - alltså andra halvan av F-linjen - och Fräntorp kunde också bli aktuella. Efter viss justering av spårvägsstyrelsen antogs förslaget om en trådbuss till Johanneberg och till Lunden, vilket fördes vidare till stadsfullmäktige för beslut under sommaren 1941. I den nya Sankt Paulibacken lät man dimensionera belysningsmasterna för trådbussledning i väntan på beslut.
Stadsfullmäktige remitterade linjeförslagen till drätselkammaren för yttrande, vilka begärde in synpunkter från andra nämnder i staden. De tänkta och massiva kontaktledningskonstruktionerna i stadens centrum sågs med stor skepsis av byggnadsnämnden. En slutpunkt utanför stadskärnan förordades, speciellt vid Brunnsparken och över Götaplatsen, exempelvis Kungsportsplatsen. Poliskammaren samt gatu- och vägförvaltningen satte sig emot detta förslag, eftersom trafiken kring Kungsportsplatsen ansågs alltför livlig och därmed inte lämplig som ändstation. Lilla Bommen föreslogs då som slutpunkt, eftersom inte heller Brunnsparken ansågs som tillräckligt rymlig.
Gårda kommunalförening deltog livligt i diskussionerna och ville hellre att den så kallade "Lundenlinjen", istället för den föreslagna sträckningen genom Parkgatan och Södra Vägen till Kungsportsplatsen, planerades in till Drottningtorget. Dessutom fanns det många stadsplanefrågor som omöjliggjorde att kontaktledningen monterades i permanent läge inom Gårda. Spårvägsstyrelsen fick därför tillbaka hela förslaget för fortsatt utredning. Gårda-Lundenlinjen avskrevs ganska omgående, medan tanken om en Johannebergslinje levde kvar till 1947, då även den avskrevs.

## Bussarna
Bussarna kostade inledningsvis 48 000 kronor styck, vilket snart steg till 55 000 kronor. Bussarnas tjänstevikt var 8 600 kilo, och största hjultrycket 4 200 kilo. Motorn utvecklade omkring 100 hästkrafter (85 kW), vilket momentant kunde överbelastas till 250-300 hästkrafter. Anläggningskostnaden var drygt en halv miljon kronor, där kontaktledningsmaterielen utfördes med ett amerikanskt system: Ohio Brass Co., Mansfield, Ohio. För linjens strömmatning anlade elverket en likriktarstation vid Klamparegatan nära Fjällgatan och från denna station matades nätet på tre ställen.
De nio första bussarna tillverkades av Lindholmen, Motala (chassier), Hägglund & Söner (karosserier) och ASEA (elektrisk utrustning). Med hänsyn till eventuell övergång till högertrafik, var de fyra sista av dessa vänsterstyrda. Bussen hade två vridbara och fjädrande trolleystänger på taket för strömförsörjningen, och kunde köras upp till 4 meter på vardera sida om kontaktledningen utan att stängerna tappade kontakten med ledningen. De ansågs som snabba, tysta och driftsäkra, även om trolleyn ibland spårade ur vid för hög hastighet i en kurva eller om föraren missade och körde in på fel gata. Med hjälp av sina batterier, kunde dock en urspårad trådbuss ta sig tillbaka till ledningen.

## Omfattning och slutet
Trådbussdriften inställdes 1964 på grund av den omfattande saneringen och stadsplaneändringarna i Masthugget. Istället sattes dieseldrivna bussar in på Masthuggslinjen, som var specialbyggda för att klara de branta backarna. Bland annat var de försedda med extra kraftig växellåda och servoanläggning för både hand- och fotbroms. Den kraftiga växellådan möjliggjorde nedväxling på låga varv för att klara backarna med fullt antal passagerare. Dieselbussarna fortsatte att köra där trådbussarna gått, fram till midsommartid 1966, då linje 36 inte längre kunde trafikera området på grund av den pågående saneringen. Istället öppnades en linje från Jægerdorffsplatsen till Gråberget (linje 86).
Som mest omfattade trådbusstrafiken 9 kilometer med 19 bussar (motsvarande 3 % av Göteborgs Spårvägars trafik), år 1954. Den sista trådbussen avgick från Lilla Torget klockan 15.07 den 15 november 1964. Den trafikerade linje 36 och hade registreringsnummer O 808. Bussen kördes av Östen Tisell, som även körde den allra första turen 1940. Masthuggsborna ville dock ta ett eget farväl och vände sig till Spårvägssällskapet och Göteborgs-Tidningen. Det resulterade i att sällskapet abonnerade den populära trådbusslinjen och buss nr 13, som gick i skytteltrafik den 15 november 1964 mellan Lilla Torget och August Kobbsgatan/Jaegerdorffsplatsen. Avskedsturen pågick i tre timmar. Två trådbussar bevarades, den ena hamnade på Industrimuseet i Göteborg, men kom senare till Spårvägssällskapet Ringlinien. Den kan nu beses på Göteborgs spårvägsmuseum i Gårdahallen. Den andra bussen gick till Svenska Spårvägssällskapets lokaltrafikmuseum i Malmköping, där nu även den kan beses.